# Günther Hummelt
Günther Hummelt (* 21. Juli 1931 in Innsbruck; † 3. Juli 2010 in München) war ein österreichischer Curling-Sportler und Sportfunktionär. Er war von 1990 bis 2000 Präsident der World Curling Federation (WCF).

## Leben
Günther Hummelt wurde 1931 in Innsbruck geboren und lernte den Curling-Sport in Kitzbühel kennen. Er nahm als Curler u. a. 1967 am Scotch Cup,  dem Vorläufer der heutigen Curling-Weltmeisterschaften, für das deutsche Team teil. Später wirkte er als Trainer für Österreich. Hummelt wurde 1988 der erste Verbandspräsident des Österreichischen Curling-Verbandes. Dass Curling eine olympische Sportart wurde, ist nicht zuletzt Hummelt zu verdanken, in dessen Amtszeit als WCF-Präsident Curling als offizielle olympische Wintersportart anerkannt wurde und bei den Olympischen Winterspielen 1998 in Nagano erstmals als 7. olympische Wintersportart dabei war.